# Parafia św. Józefa Oblubieńca w Międzygórzu
Parafia św. Józefa Oblubieńca Najświętszej Maryi Panny w Międzygórzu – parafia znajduje się w dekanacie bystrzyckim w diecezji świdnickiej. Była erygowana w XVIII wieku. W dniu 21 czerwca 2018 parafię przejęli ojcowie misjonarze Krwi Chrystusa CPPS

## Pomocniczy

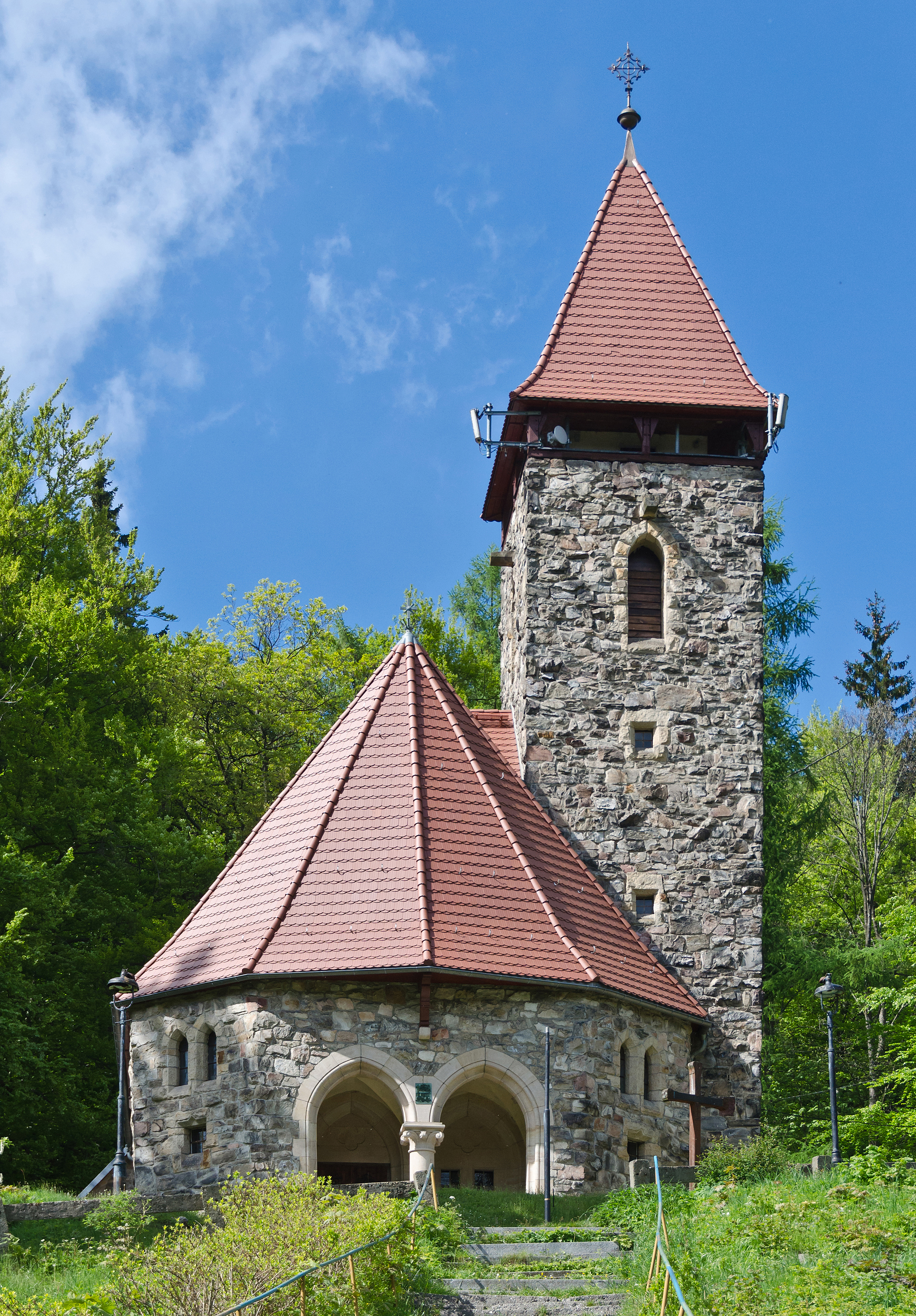
Kościół św. Krzyża w Międzygórzu